# Hermann Hauff

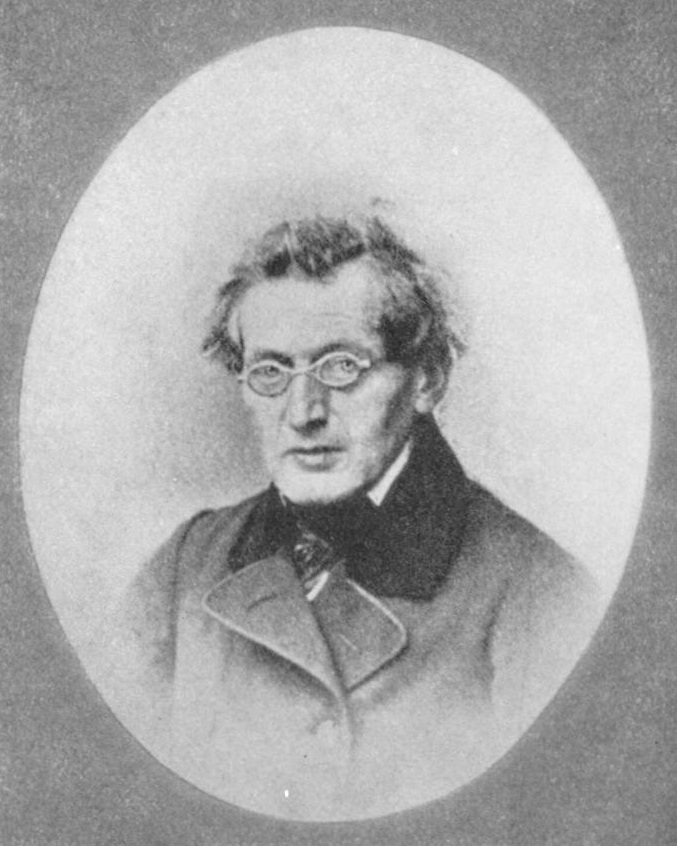
Porträt von Hermann Hauff.

Hermann Hauff (* 22. August 1800 in Stuttgart; † 16. August 1865 ebenda) war ein deutscher Schriftsteller, Redakteur und Übersetzer.

## Leben
Hermann Hauffs Vater August Friederich Hauff war Regierungs-Sekretarius in Stuttgart. Seine Mutter Wilhelmine war die Tochter des Professors der Rechte  Karl Friedrich Elsäßer. Sie zog nach dem Tod ihres Mannes (1809) mit ihren vier Kindern, Hermann, Wilhelm (1802–1827), Marie (* 1806) und Sophie (* 1807),  zu ihrem Vater nach Tübingen in die Haaggasse.
Während seines Studiums der Medizin wurde er 1817 Mitglied der Burschenschaft Germania Tübingen (Feuerreiter). 1822 bis 1823 lebte er in Berlin und Paris. In Tübingen wurde er 1823 zum Dr. med. promoviert.
Hermann Hauff übersetzte u. a. Alexander von Humboldts Reise nach Südamerika aus dem Französischen und brachte 1859 eine vierbändige Ausgabe heraus. 1827 trat er in die Redaktion Johann Friedrich Cottas Morgenblatt für gebildete Stände ein, die er ab 1828 bis zu seinem Tod 1865 leitete. Ab 1838 gab Hauff zusammen mit seinem Vetter Christoph Friedrich Karl von Kölle in Stuttgart die Deutsche Vierteljahrsschrift heraus. Ab 1848 war Hauff Bibliothekar an der Königlichen Öffentlichen Bibliothek in Stuttgart, konnte die Herausgabe des Morgenblatts jedoch beibehalten. In der Bibliothek betreute er die Fächer Naturgeschichte, Medizin, Mathematik, Geographie, Kriegswissenschaften, Technologie, Dichter, Episteln und Miszellen. Hauff legte den Sachkatalog der Naturgeschichte an.
Er liegt auf dem Stuttgarter Hoppenlaufriedhof begraben.

## Schriften
- Moden und Trachten. Fragmente zur Geschichte des Costüms. Cotta, Stuttgart/Tübingen 1840.
- Skizzen aus dem Leben und der Natur. Vermischte Schriften. Zwei Bände. Cotta, Stuttgart/Tübingen 1840.